# Vuillafans
Vuillafans és un municipi francès situat al departament del Doubs i a la regió de Borgonya - Franc Comtat. L'any 2007 tenia 713 habitants.

## Demografia

### Població
El 2007 la població de fet de Vuillafans era de 713 persones. Hi havia 278 famílies de les quals 84 eren unipersonals (44 homes vivint sols i 40 dones vivint soles), 93 parelles sense fills, 97 parelles amb fills i 4 famílies monoparentals amb fills.
La població ha evolucionat segons el següent gràfic:
Habitants censats

### Habitatges
El 2007 hi havia 388 habitatges, 289 eren l'habitatge principal de la família, 58 eren segones residències i 41 estaven desocupats. 323 eren cases i 64 eren apartaments. Dels 289 habitatges principals, 199 estaven ocupats pels seus propietaris, 83 estaven llogats i ocupats pels llogaters i 7 estaven cedits a títol gratuït; 3 tenien una cambra, 10 en tenien dues, 54 en tenien tres, 82 en tenien quatre i 140 en tenien cinc o més. 201 habitatges disposaven pel capbaix d'una plaça de pàrquing. A 137 habitatges hi havia un automòbil i a 113 n'hi havia dos o més.

### Piràmide de població
La piràmide de població per edats i sexe el 2009 era:
| Homes | Edats   | Dones |
| ----- | ------- | ----- |
| 0     | 95 o +  | 4     |
| 8     | 90 a 94 | 12    |
| 8     | 85 a 89 | 16    |
| 8     | 80 a 84 | 12    |
| 8     | 75 a 79 | 8     |
| 8     | 70 a 74 | 32    |
| 12    | 65 a 69 | 8     |
| 8     | 60 a 64 | 12    |
| 16    | 55 a 59 | 12    |
| 20    | 50 a 54 | 32    |
| 32    | 45 a 49 | 32    |
| 24    | 40 a 44 | 12    |
| 16    | 35 a 39 | 16    |
| 16    | 30 a 34 | 32    |
| 16    | 25 a 29 | 28    |
| 12    | 20 a 24 | 8     |
| 28    | 15 a 19 | 24    |
| 8     | 10 a 14 | 12    |
| 32    | 5 a 9   | 8     |
| 24    | 0 a 4   | 32    |

## Economia
El 2007 la població en edat de treballar era de 446 persones, 323 eren actives i 123 eren inactives. De les 323 persones actives 299 estaven ocupades (173 homes i 126 dones) i 24 estaven aturades (10 homes i 14 dones). De les 123 persones inactives 38 estaven jubilades, 35 estaven estudiant i 50 estaven classificades com a «altres inactius».

### Ingressos
El 2009 a Vuillafans hi havia 290 unitats fiscals que integraven 683,5 persones, la mediana anual d'ingressos fiscals per persona era de 17.887 €.

### Activitats econòmiques
Dels 29 establiments que hi havia el 2007, 1 era d'una empresa extractiva, 1 d'una empresa alimentària, 1 d'una empresa de fabricació d'altres productes industrials, 6 d'empreses de construcció, 9 d'empreses de comerç i reparació d'automòbils, 3 d'empreses de transport, 3 d'empreses d'hostatgeria i restauració, 2 d'entitats de l'administració pública i 3 d'empreses classificades com a «altres activitats de serveis».
Dels 11 establiments de servei als particulars que hi havia el 2009, 1 era una oficina de correu, 1 paleta, 1 guixaire pintor, 3 fusteries, 1 lampisteria, 1 electricista, 2 perruqueries i 1 restaurant.
Dels 3 establiments comercials que hi havia el 2009, 1 era una botiga de més de 120 m², 1 una botiga de menys de 120 m² i 1 una fleca.
L'any 2000 a Vuillafans hi havia 3 explotacions agrícoles.

## Equipaments sanitaris i escolars
El 2009 hi havia 1 hospital de tractaments de mitja durada (seguiment i rehabilitació) i 1 farmàcia.
El 2009 hi havia una escola elemental.

## Poblacions més properes
El següent diagrama mostra les poblacions més properes.